# موستون، چشر شرقی
موستون (به انگلیسی: Moston) یک روستا و محله مدنی در بریتانیا است که در چشر شرقی واقع شده‌است. موستون ۴۰۵ نفر جمعیت دارد.